# Superpuchar Niemiec w piłce siatkowej mężczyzn (2018)
Superpuchar Niemiec w piłce siatkowej mężczyzn 2018 (oficjalnie comdirect Supercup Männer 2018) – trzecia edycja rozgrywek o Superpuchar Niemiec rozegrana 28 października 2018 roku w TUI Arena w Hanowerze. W meczu o Superpuchar udział wzięły dwa kluby: mistrz Niemiec w sezonie 2017/2018 – Berlin Recycling Volleys oraz zdobywca Pucharu Niemiec – VfB Friedrichshafen.
Po raz trzeci z rzędu zdobywcą Superpucharu Niemiec został klub VfB Friedrichshafen.

## Drużyny uczestniczące
| Drużyna                  | Osiągnięcia w sezonie 2017/2018 |
| ------------------------ | ------------------------------- |
| Berlin Recycling Volleys | mistrzostwo Niemiec             |
| VfB Friedrichshafen      | zdobycie Pucharu Niemiec        |

## Mecz
Niedziela, 28 października 2018 – 16:30 (UTC+01:00) • TUI Arena, Hanower
Widzów: 5175
Czas trwania meczu: 114 minut
Sędziowie: Joachim Mattner i Mirco Till
| Berlin Recycling Volleys                 | 1:3                                 | VfB Friedrichshafen      |
| Benjamin Patch 11 pkt Samuel Tuia 11 pkt | (25:16, 18:25, 22:25, 20:25) raport | Bartłomiej Bołądź 24 pkt |

| Poz.                 | Nr | Zawodnik         | 1        | 2           | 3           | 4           | 5 | Pkt |
| -------------------- | -- | ---------------- | -------- | ----------- | ----------- | ----------- | - | --- |
| Ś                    | 4  | Jeffrey Jendryk  | 6 trzy   | 7 cztery    | 6 trzy      | 5 dwa       |   | 9   |
| R                    | 9  | Jan Zimmermann   | 4 jeden  | 5 dwa       | 4 jeden     | 4 pusty     |   |     |
| P                    | 11 | Adam White       | 5 dwa    | 6 trzy      |             | 4 pusty     |   | 7   |
| P                    | 12 | Samuel Tuia      | 8 pięć   | 9 sześć     | 5 dwa       | 4 jeden     |   | 11  |
| Ś                    | 14 | Nicolas Le Goff  | 9 sześć  | 4 jeden     | 9 sześć     | 8 pięć      |   | 9   |
| A                    | 15 | Kyle Russell     | 7 cztery | 8 pięć      | 7 cztery    | 4 pusty     |   | 9   |
| L                    | 3  | Dustin Watten    | L        | L           | L           | L           |   |     |
| Zmiany               |    |                  |          |             |             |             |   |     |
| R                    | 10 | Sebastian Kühner |          |             | 18 zmiana9  | 9 sześć     |   | 3   |
| A                    | 13 | Benjamin Patch   |          |             | 24 zmiana15 | 6 trzy      |   | 11  |
| P                    | 17 | Egor Bogachev    |          | 20 zmiana11 | 8 pięć      | 7 cztery    |   | 2   |
| P                    | 18 | Linus Weber      |          |             | 23 zmiana14 | 23 zmiana14 |   |     |
| Nie weszli na boisko |    |                  |          |             |             |             |   |     |
| Ś                    | 7  | Georg Klein      |          |             |             | 4 pusty     |   |     |
| Trener               |    |                  |          |             |             |             |   |     |
| Cédric Énard         |    |                  |          |             |             |             |   |     |

| Poz.                 | Nr | Zawodnik              | 1           | 2           | 3          | 4          | 5 | Pkt |
| -------------------- | -- | --------------------- | ----------- | ----------- | ---------- | ---------- | - | --- |
| A                    | 1  | Bartłomiej Bołądź     | 7 cztery    | 6 trzy      | 6 trzy     | 6 trzy     |   | 24  |
| P                    | 5  | David Sossenheimer    | 5 dwa       | 4 jeden     | 4 jeden    | 4 jeden    |   | 13  |
| R                    | 8  | Jakub Janouch         | 4 jeden     | 9 sześć     | 9 sześć    | 9 sześć    |   | 2   |
| Ś                    | 9  | Philipp Collin        | 9 sześć     | 8 pięć      | 8 pięć     | 8 pięć     |   | 5   |
| Ś                    | 12 | Jakob Günthör         | 6 trzy      | 5 dwa       | 5 dwa      | 5 dwa      |   | 6   |
| P                    | 14 | Michal Petráš         | 8 pięć      | 7 cztery    | 16 zmiana7 | 16 zmiana7 |   | 5   |
| L                    | 13 | Markus Steuerwald     | L           | L           | L          | L          |   |     |
| Zmiany               |    |                       |             |             |            |            |   |     |
| R                    | 2  | Martin Krüger         | 10 zmiana1  |             |            | 4 pusty    |   |     |
| Ś                    | 4  | Andreas Takvam        |             |             | 10 zmiana1 | 10 zmiana1 |   |     |
| P                    | 7  | Atanasis Protopsaltis | 23 zmiana14 | 23 zmiana14 | 7 cztery   | 7 cztery   |   | 9   |
| A                    | 11 | Daniel Malescha       | 17 zmiana8  | 17 zmiana8  | 17 zmiana8 | 17 zmiana8 |   |     |
| Nie weszli na boisko |    |                       |             |             |            |            |   |     |
| L                    | 3  | Thilo Späth           |             |             |            | 4 pusty    |   |     |
| P                    | 6  | Adrian Aciobăniței    |             |             |            | 4 pusty    |   |     |
| Trener               |    |                       |             |             |            |            |   |     |
| Vital Heynen         |    |                       |             |             |            |            |   |     |

## Statystyki meczowe
| BER | STATYSTYKI        | FRI |
| 85  | MAŁE PUNKTY       | 91  |
| 47  | ATAK              | 53  |
| 9   | BLOK              | 8   |
| 5   | SERWIS            | 3   |
| 24  | BŁĘDY PRZECIWNIKA | 27  |

## Wyjściowe ustawienie drużyn
| Zimmermann White Jendryk Russell Tuia Le Goff Watten Janouch Sossenheimer Günthör Bołądź Petráš Collin Steuerwald |